# Abdoulaye Cissé (ur. 1994)
Abdoulaye Cissé (ur. 30 listopada 1994 w Konakry) – gwinejski piłkarz grający na pozycji środkowego obrońcy. Od 2017 jest zawodnikiem klubu SC Schiltigheim.

## Kariera klubowa
Swoją karierę piłkarską Cissé rozpoczął w klubie Fello Star. Zadebiutował w nim w 2013 roku w pierwszej lidze gwinejskiej. W 2014 roku został zawodnikiem rezerw Angers SCO. W sezonie 2016/2017 grał w FC Martigues. W 2017 trafił do SC Schiltigheim.

## Kariera reprezentacyjna
W reprezentacji Gwinei Cissé zadebiutował 28 lipca 2013 w wygranym 1:0 meczu kwalifikacji do Mistrzostw Narodów Afryki 2014 z Nigrem. W 2015 roku został powołany do kadry na Puchar Narodów Afryki 2015. Rozegrał na nim trzy mecze: z Kamerunem (1:1), z Mali (1:1) i ćwierćfinałowy z Ghaną (0:3).